# Begonia aketajawensis
Begonia aketajawensis es una especie de planta de la familia Begoniaceae. Esta begonia es originaria de la isla de Halmahera, en el archipiélago de las Islas Molucas en Indonesia. Fue descrita en 2014 por los botánicos Wisnu H. Ardi y Daniel C. Thomas. El epíteto específico es aketajawensis que  significa del Parque nacional de Aketajawe Lolobata.